# Novodinia pandina
Novodinia pandina is een zeester met dertien tot achttien armen uit de familie Brisingidae.
De wetenschappelijke naam van de soort werd, als Odinia pandina, in 1889 voor het eerst gepubliceerd door Percy Sladen. De beschrijving is gebaseerd op een exemplaar dat op 3 september 1868 tijdens de Lightning-expeditie (gelieerd aan de Challenger-expeditie) was opgehaald van een diepte van 500 vadem (914 meter) in het Faeröerkanaal, 60°7'N, 5°21'W, tussen de Orkney-eilanden en de Faeröer, en op een exemplaar dat in 1869 tijdens de Porcupine-expeditie (eveneens gelieerd aan de Challenger expeditie) 3 graden westelijker dan de vorige locatie was verzameld van 440 vadem (805 meter).